# Aulacophora scutellata
Aulacophora scutellata es un coleóptero de la familia Chrysomelidae.
Fue descrita científicamente por primera vez en 1835 por Boisduval.